# The Darkside (gruppo musicale)
The Darkside sono stati un gruppo musicale indie rock inglese originario di Rugby attivo tra il 1989 ed il 1993 formato da membri degli Spacemen 3.
Nella loro breve carriera hanno pubblicato due album in studio per la Situation Two, All That Noise (1990) e Melomania (1990) ed uno dal vivo.

## Formazione
- Pete Bain
- Sterling Roswell
- Nick Haydn
- Craig Wagstaff
- Kevin Cowen

## Discografia

### Album in studio
- All That Noise (1990), Situation Two
- Melomania (1992), Situation Two

### Album dal vivo
- Psychedelicise Suburbia (1991), Acid Ray

### EP
- Loaded on Bliss (1991), Muster
- Mayhem to Meditate (1992), Situation Two
- Lunar Surf (1993), Bomp

### Singoli
- Highrise Love (1990), Situation Two
- Waiting for the Angels (1991), Situation Two
- When Fate Deals its Mortal Blow (1993), Munster